# Ketundan
Ketundan is een bestuurslaag in het regentschap Magelang van de provincie Midden-Java, Indonesië. Ketundan telt 6398 inwoners (volkstelling 2010).